# Petr Báša

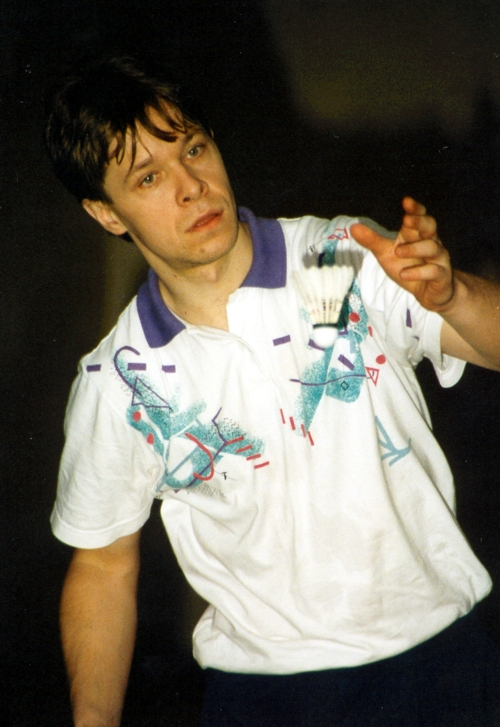
Petr Báša 1994 in Tröbitz

Petr Báša (* 16. Januar 1965 in Hradec Králové) ist ein ehemaliger tschechischer Badmintonspieler.

## Karriere
Petr Báša nahm an mehreren Europameisterschaften im Badminton und an der Weltmeisterschaft 1999 teil. Er wechselte 1993 nach seinem Studium in Prag vom damaligen achtfachen tschechischen Mannschaftsmeister Meteor Prag zum Niederlausitzer Verein BV Tröbitz in die deutsche Badminton-Oberliga. Jahrelang blieb ihm bei den tschechischen Einzelmeisterschaften der Sprung auf das oberste Treppchen verwehrt, da auch er nicht in der Lage war, die Ausnahmetalente Michal Malý und Tomasz Mendrek zu bezwingen. Nach seiner Heirat mit Ludmila Šimáková 1993 und der Geburt ihrer gemeinsamen Tochter Alžběta, die mittlerweile ebenfalls Erfolge auf nationaler Ebene im Badminton feiert, und vier Jahren in der Oberliga gelang ihm endlich der lang ersehnte Titelgewinn: Bei den tschechischen Meisterschaften 1997 wurde er gemeinsam mit Tomasz Mendrek tschechischer Titelträger im Herrendoppel. Diesen Doppeltitel konnte er 1998 und 1999 verteidigen, beide Male jedoch mit dem neuen Doppelpartner und langjährigen Vereinskameraden von Meteor Praha, Zdeněk Musil. Überhaupt war diese Zeit eine sehr erfolgreiche für das Ehepaar Báša. Auch Lída gewann von 1997 bis 2000 vier tschechische Doppeltitel mit Markéta Koudelková in Folge. Bei der WM 1999 scheiterte er in der Vorrunde im Herrendoppel gemeinsam mit Zdeněk Musil. Petr Báša war noch bis Januar 2006 in Tröbitz beim dortigen Badminton-Verein aktiv.
Die Familie Báša wohnt auch heute noch in Hradec Králové und fördert die Badmintonkarriere von Tochter Alžběta.